# 801
801 (DCCCI) fue un año común comenzado en viernes del calendario juliano, en vigor en aquella fecha.
Es el primer año del siglo IX.

## Acontecimientos
- 2 de abril (Sábado Santo): Barcelona se rinde ante las tropas de Ludovico Pío. Los territorios de la futura Cataluña son incorporados al Imperio carolingio, firmando un tratado con los musulmanes, mediante el cual se compromete a no extender sus fronteras más allá del río Llobregat.
- 29 de abril: en Spoleto, Italia, un terremoto de 5,4 hace caer techos de iglesias en Roma.
- En septiembre se desencadena una revuelta nobiliaria que obliga al rey Alfonso II de Asturias a retirarse al monasterio de Ablaña, tal vez secuestrado. La intervención de un grupo de aristócratas afines a su causa, capitaneados por Teudano, logra que le sea restituido el trono.
- 28 de diciembre: en Barcelona (Cataluña) los francos entran solemnemente y proclaman a Bera como primer conde de Barcelona.
- En Uzbekistán se desata una revuelta contra los invasores árabes.
- Llega a un puerto de Italia ―durante su trayecto hasta Alemania― el elefante Abul-Abbas, el primero en llegar al norte de Europa.
- Según los cálculos del religioso galorromano Gregorio de Tours (538-594) el fin del mundo sucedería entre el 799 y el 806.

## Nacimientos
- 8 o 9 de septiembre: Ánsgar (Óscar), arzobispo y santo franco-alemán.
- 17 de junio: Drogo de Metz, hijo ilegítimo de Carlomagno con su concubina Regina.